# أكيم كيسلر
أكيم كيسلر هو رئيس مجلس الإدارة وسياسي ألماني، ولد في 2 أغسطس 1964 في زانكت غيورغن في ألمانيا. نشط حزبياً في حزب اليسار. في الانتخابات الفيدرالية الألمانية 2017، انتخب عضو في البوندستاغ الألماني عن دائرة Frankfurt am Main I ‏ وقد انضم خلال البوندستاغ الألماني التاسع عشر (24 أكتوبر 2017 – ) للكتلة البرلمانية The Left faction (Bundestag) ‏.

## وصلات خارجية
- الموقع الرسمي